# بخش مرکزی شهرستان مارگون
بخش مرکزی، یکی از بخش‌های شهرستان مارگون در استان کهگیلویه و بویراحمد ایران است. مرکز این بخش، شهر مارگون است.

## تقسیمات کشوری
- بخش مرکزی شهرستان مارگون
  - دهستان مارگون
  - دهستان دالون

شهر: مارگون

## جمعیت
بر پایه سرشماری عمومی نفوس و مسکن در سال ۱۳۹۵، جمعیت بخش مرکزی شهرستان مارگون برابر با ۱۱٬۷۰۲ نفر بوده است.